# 개력
개력(改曆)은 역법을 개혁하는 것이다. 윤년과 평년의 배분, 1년의 시작, 달의 수 등이 문제가 된다.

## 역사적인 개혁
아우구스투스가 율리우스력의 각 달의 날짜 배분을 고친 일(이때 2월이 평년 28일 윤년 29일)로 바뀌고, 9월 31일과 11월 31일 대신 10월 31일과 12월 31일이 생겼다.), 율리우스력을 그레고리력으로 개혁한 일이 있다. 스웨덴에서는 이로 인해 2월 30일이 생기기도 했다. 이외에도 프랑스 혁명력, 소비에트 혁명 달력 등이 있다. 동양에서는 태음태양력의 계산 방식 변경과 양력으로의 개혁이 있다.

## 이후의 개혁
그레고리력 이후에도, 달의 길이를 배분하는 문제로 역법 개혁이 제안되었으나 실시되지 않고 있다. 그 예로 세계력이 있다. CCC&T에서는 9월 31일과 6월 31일과 뉴턴 주, 세계력에서는 윤년에 6월 31일이 등장하는 등 현재의 그레고리력에는 없는 날짜가 존재한다.

## 같이 보기
- 로저 베이컨